# Monumento al Comandante Benítez
El monumento al Comandante Benítez y a los héroes de Igueriben está situado sobre un pedestal en el parque de la ciudad española de Málaga.
Su autor es Julio González Pola y fue inaugurado el 11 de febrero de 1926 por Alfonso XIII y Miguel Primo de Rivera, en una de las múltiples visitas del monarca a la ciudad. Originalmente, se encontraba ubicado en la plaza de Augusto Suárez Figueroa, actual Plaza de la Marina.
Homenajea al comandante Julio Benítez Benítez, héroe de Igueriben, así como al resto de oficiales y soldados fallecidos en la defensa de la posición de Igueriben durante la guerra del Rif. El comandante Benítez fue condecorado con la Cruz Laureada de San Fernando a título póstumo por ese episodio, condecoración que aparece en relieve en el pedestal. Entre los oficiales homenajeados en el monumento se encuentra el capitán de artillería Federico de la Paz Orduña, condecorado también con la Cruz Laureada de San Fernando a título póstumo.
El monumento tiene un basamento de piedra blanca en cuyo lado frontal se sitúa un soldado yacente y, sobre el pedestal, la estatua del comandante Benítez realizada en bronce y de estilo clásico, vestido de militar y sosteniendo un sable, con una pieza de artillería a sus pies.